# Seilergasse 8
Seilergasse 8 ist ein deutscher Kriminalfilm der DEFA von Hans-Joachim Kunert aus dem Jahr 1960.

## Handlung
Das Haus Seilergasse 8 in Rostock: Bei Familie Schlehufer tropft Wasser von der Decke. Auf Klopfen und Klingeln öffnet die Obermieterin Lisa Gau nicht die Wohnung, so dass Schlehufer sich gewaltsam Zutritt verschafft. Der Warmwasserhahn in der Küche läuft und das Wasser hat bereits die Küche überflutet. Im Schlafzimmer findet Schlehufer die junge Mieterin tot in ihrem Bett vor. Die Ermittlungen übernimmt auch der Einfachheit halber Albert Schirding von der Mordkommission der Volkspolizei – er wohnt ebenfalls in der Seilergasse 8. Eine Befragung der Hausbewohner bleibt jedoch ohne Ergebnis, da keiner die junge Frau gut kannte.
Zunächst deutet alles auf Selbstmord hin: Neben der Leiche fand man eine leere Flasche Veronal, der Schlüssel zur Wohnung steckte innen und es gibt keine Anzeichen für Gewaltanwendung. Es fehlt jedoch ein Motiv für einen Selbstmord. Mit der Zeit wird deutlich, dass Lisa ermordet wurde: Sie war im 5. Monat schwanger, es fehlen Fingerabdrücke an Veronalflasche und Wasserglas und auch sonst kann Kurt Lisowski von der Spurensicherung keine Fingerspuren z. B. an Türklinken nachweisen. Er findet zudem an einem Löffel eine unidentifizierbare Masse. Es stellt sich heraus, dass es Zyankali ist, und auch die Obduktion ergibt schließlich einen Tod durch Zyankali.
Die Mordermittlungen beginnen und bald ergeben sich zwei Spuren: Eine führt zu einem Arbeiter am Hafen. Er war früher Lisas Freund und man fand seine Zigarettenkippen in der Wohnung. Da der Wasserhahn aufgedreht war, muss zudem ein mit den Gegebenheiten des Hauses unvertrauter Mensch zuletzt in Lisas Wohnung gewesen sein:  Das Warmwasser wird nachts abgestellt, sodass der Hahn nachts zwar auf-, jedoch nicht wieder zugedreht worden sein muss, als kein Wasser kam. Während eines Streits, den Nachbarn hören konnten, soll er gedroht haben, dass sie gehe, bevor er es tue. Er hat jedoch für die Tatnacht ein Alibi. Die zweite Spur wiederum führt zu Alberts eigenem Sohn Peter, der Medizin studiert. Er kannte Lisa und eines seiner Bücher fand sich in ihrer Wohnung. Vor einiger Zeit wurde zudem im Uniklinikum Zyankali aus dem Medizinschrank gestohlen und Peter hätte Zugriff dazu gehabt. Peter, der sowieso ein schlechtes Verhältnis zu seinem Vater hat, ist über den Verdacht empört und zieht vorübergehend zu seinem Freund Werner Hallgast. Der wohnt mit seiner Verlobten Barbara zusammen, die wiederum die Tochter seines Professors ist. Obwohl Werner gerade in dem Fach des Professors durchzufallen droht, wird dieser ihm aufgrund seiner Beziehung zu Barbara durch die Prüfungen helfen.
Albert will den Fall abgeben, weil er nicht gegen seinen eigenen Sohn ermitteln will, doch kann ihn seine Frau umstimmen: Ist Peter schuldig, wird es heißen, Albert habe sich vor der Wahrheit drücken wollen. Ist er es nicht, ist es Alberts Pflicht, seinen Sohn von jedem Verdacht freizusprechen. Albert ermittelt weiter, zumal auch er seinen Sohn unschuldig glaubt. Bei einer direkten Konfrontation berichtet ihm Peter, dass er das Buch zu dem Zeitpunkt des Mordes gar nicht in seinem Besitz gehabt habe. Als der Raub des Zyankali geschah, sei er zudem nicht an der Universität gewesen.
Zufällig halten sich Albert und sein Kollege Herbert Zallner gerade in Lisas Wohnung auf, als der betrunkene Matrose Heinzi und seine Freundin in die Wohnung kommen. Beide haben von Lisa einst den Zweitschlüssel erhalten und wissen nichts von ihrem Tod. Heinzis Freundin warnt Herbert vor Lisas Freund Uwe, der sogar einen anderen Nebenbuhler geschlagen habe. Uwe sei Seemann. Herbert und Albert können über Briefmarken rekonstruieren, dass Uwe auf der MS Erfurt unterwegs sein muss. Sollte er noch an Bord sein, fällt er als Täter aus. Über Funk verständigen sie die MS Erfurt und der Freund Lisas berichtet den Ermittlern, dass er sich damals mit einem Verehrer Lisas geschlagen habe – Werner Hallgast. Peter hat unterdessen in Werners Büchern einen Brief gefunden, nach dem dieser in Kürze eine Stelle in Hamburg in der BRD antreten könnte. Werner muss dafür auch seine Studienleistungen nachweisen. Peter zeigt Barbara diesen Brief und öffnet ihr gleichzeitig die Augen. Lisa war vor einigen Tagen bei ihm und berichtete ihm, dass sie von ihm ein Kind erwarte. Sie sagte, sie sei im 6. Monat schwanger, und wollte, dass er ihr helfe, das Kind abzutreiben. Peter lehnte ab, zumal sie am Abend ihres Todes ihm gegenüber gestand, das Kind behalten zu wollen. Peter weiß inzwischen, dass er nicht der Vater des Kindes gewesen sein kann, da er Lisa schon vor einem halben Jahr verlassen hatte, sie aber erst im 5. Schwangerschaftsmonat war, als sie tot aufgefunden wurde. Barbara berichtet ihm, dass Werner und Lisa miteinander bekannt waren und dass er zur Tatzeit bei ihr war. Peter hatte Werner zudem das Buch ausgeliehen, das sich in der Wohnung der Toten fand. Ein weiteres Buch zu Giften hat ein Lesezeichen im Kapitel zu Zyankali stecken. Die Verlobung mit Barbara wiederum diente nur einem Vorwand: Werner wollte sichergehen, dass er die Prüfung beim Professor besteht, um sich anschließend in den Westen absetzen zu können – niemand wird seinem zukünftigen Schwiegersohn die Zukunft verbauen, indem er ihn durch die Prüfung fallen lässt.
Als Werner nach Hause kommt, schließt Peter ihn nach kurzer Rangelei ein und verständigt die Polizei. Werner flieht durch das Zimmerfenster und setzt sich zum Hafen ab. Hier stiehlt er einem dänischen Matrosen die Brieftasche mit Hafenzugangskarte um sich in den Westen abzusetzen, wird aber nach einer Großfahndung auch durch Peters Einsatz festgenommen. Beim Verhör sagt er aus, dass Lisa sterben musste, weil sie am Ende das Kind behalten wollte. Er habe den Verdacht auf Peter gelenkt, weil er gehofft habe, dass Albert die Ermittlungen einstellt, wenn er bemerkt, dass sie gegen seinen eigenen Sohn laufen. Der Fall ist geklärt und Peter und Albert gehen versöhnt gemeinsam nach Hause.

## Produktion
Die Außenaufnahmen des unter dem Arbeitstitel Die Drei gedrehten Films fanden ab 1959 in Rostock statt. Unter anderem ist der gerade im Bau befindliche Hafen Rostock einer der Schauplätze des Films.
Der Film erlebte am 11. August 1960 auf der Ostseewoche in Rostock und im Berliner Colosseum seine Premiere und lief am nächsten Tag in den Kinos der DDR an. Am 19. Mai 1961 kam der Film auf DFF 1 erstmals im Fernsehen der DDR und wurde ab 13. Oktober 1961 auch in den Kinos der Bundesrepublik gezeigt.
Friedrich Richter und Amy Frank, die im Film das Rentnerpaar Milbe spielen, waren tatsächlich miteinander verheiratet.

## Kritik
Karl-Eduard von Schnitzler befand, dass die Kommissare der Mordkommission „manchmal eher ein bißchen wie Privatdetektive“ wirken, und kritisierte, dass André Asriels Musik zu oft „zur Überbrückung von Längen und zur Erzeugung von Spannung [eingesetzt werde], wo diese eigentlich durch Regie und Darstellung hätte erzeugt werden müssen.“
Für den film-dienst war Seilergasse 8 ein „Kriminalfilm der DEFA, in dem die viel beschworene ‚sozialistische Menschengemeinschaft‘ kritisch durchleuchtet und ad absurdum geführt wird. Als psychologisches Porträt einer Hausgemeinschaft mit ihren unterschiedlichen Individuen interessant und gut gespielt, wenn auch am Ende mit politisch-belehrenden Tendenzen befrachtet.“
Ralf Schenk konstatierte, dass der Film in Ansätzen „eine Studie der Entfremdung liefert.“